# Voyelles (sonnet)
Voyelles est un sonnet d'Arthur Rimbaud, écrit en 1871 et publié seulement le 5 octobre 1883 dans la revue Lutèce. Il s'agit d'un des plus célèbres poèmes de l'auteur.

## Historique
Il existe au moins deux anciennes versions manuscrites. La première, de la main de Rimbaud, fut offerte par le poète à son ami Émile Blémont,. La seconde est une copie effectuée par Paul Verlaine. Leur différence tient essentiellement dans la ponctuation.
Verlaine publie le sonnet, pour la première fois, dans le numéro du 5 au 12 octobre 1883 de la revue Lutèce.

## Texte
Les deux textes ci-après reproduisent les versions :
- de l'édition Vanier de 1895, (à gauche) ;
- de l'édition moderne du Livre de Poche, (à droite).

| 1 A noir, E blanc, I rouge, U vert, O bleu, voyelles, Je dirai quelque jour vos naissances latentes. A, noir corset velu des mouches éclatantes Qui bombillent autour des puanteurs cruelles, 5 Golfe d’ombre ; E, candeur des vapeurs et des tentes, Lance des glaciers fiers, rois blancs, frissons d’ombelles I, pourpres, sang craché, rire des lèvres belles Dans la colère ou les ivresses pénitentes ; 9 U, cycles, vibrements divins des mers virides, Paix des pâtis semés d’animaux, paix des rides Que l’alchimie imprime aux grands fronts studieux ; 12 O, suprême Clairon plein des strideurs étranges, Silences traversés des Mondes et des Anges : — O l’Oméga, rayon violet de Ses Yeux ! |  | A noir, E blanc, I rouge, U vert, O bleu : voyelles, Je dirai quelque jour vos naissances latentes : A, noir corset velu des mouches éclatantes Qui bombinent autour des puanteurs cruelles, Golfes d’ombre ; E, candeurs des vapeurs et des tentes, Lances des glaciers fiers, rois blancs, frissons d’ombelles ; I, pourpres, sang craché, rire des lèvres belles Dans la colère ou les ivresses pénitentes ; U, cycles, vibrements divins des mers virides, Paix des pâtis semés d’animaux, paix des rides Que l’alchimie imprime aux grands fronts studieux ; O, suprême Clairon plein des strideurs étranges, Silences traversés des Mondes et des Anges : — O l’Oméga, rayon violet de Ses Yeux ! |

Outre quelques différences mineures de ponctuation et de nombre, le verbe « bombillent » à gauche est devenu « bombinent » à droite, au vers 4.

## Aspects formels
L'utilisation de l'alexandrin donne au sonnet une apparente conformité aux règles du genre.
Par contre, si les quatrains croisent les rimes ils n'en respectent pas la traditionnelle répétition : ABBA au premier mais BAAB au second, au lieu de ABBA ABBA. Le sonnet s'avère donc de type « irrégulier ».
De plus, aux tercets la rime du dernier vers associe une diérèse (« stu/di/eux ») et une synérèse (« yeux »). La poésie classique proscrit pareille combinaison, qu'elle tient pour harmoniquement fautive.
En outre, les rimes sont presque exclusivement féminines : elles comportent un E muet à la réserve de celles, masculines, qui unissent les deux tercets à « studieux » et « yeux ». L'alternance traditionnelle entre rimes masculines et féminines fait donc défaut, au profit de ces dernières. Ce trait inhabituel plaiderait pour l'interprétation de Robert Faurisson selon qui le titre du poème, lui-même une métaphore du corps féminin, doit s'entendre comme « Vois elles » en vertu d'un jeu de mots.
Plusieurs termes sont répétés, ce qu'interdit un sonnet classique à l'exception des articles :
- « A », « E », « I », « U » et « O », tous présents dès le premier vers puis redits aux vers :
  - 3 (« A »),
  - 5 (« E »),
  - 7 (« I »),
  - 9 (« U »),
  - 12 et 14 (« O ») ;
- « paix », au vers 10.

Enfin, on observe trois néologismes tels que Rimbaud les affectionne :
- « bombinent » pour « bourdonnent » (vers 4) ;
- « vibrements » pour « vibrations » (vers 9) ;
- « strideurs » pour « stridences » (vers 12).

## Analyse et interprétations

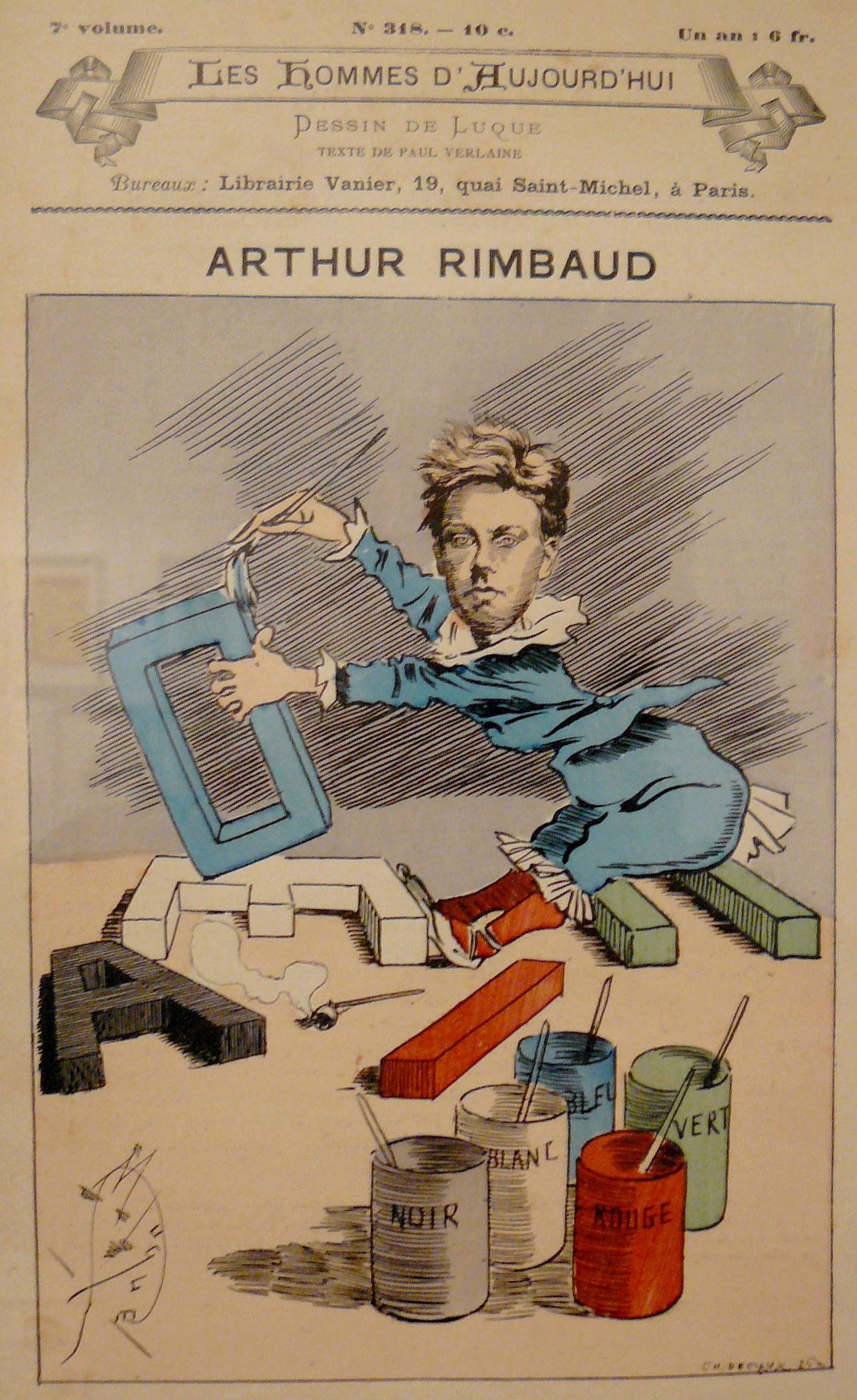
Rimbaud caricaturé par Luque dans la revue Les Hommes d'aujourd'hui en janvier 1888.

Avec Le Cœur supplicié, ce poème est sans doute le plus commenté de ceux de Rimbaud. De nombreux chercheurs, enseignants ou érudits, tels Ernest Gaubert, Henri Héraut, Henri de Bouillane de Lacoste, Georges Izambard, Robert Faurisson, Claude Lévi-Strauss, Jean-Jacques Lefrère et Michel Esnault, ont développé des théories diverses sur ses sources et sa signification.
Les interprétations suivantes sont notamment avancées :
- souvenir d'un abécédaire formé de cubes colorés, que Rimbaud aurait manipulé dans son enfance ;
- hallucinations qui s’imposent au « voyant » de l’Alchimie du Verbe et fondent un art empreint de symbolisme ;
- ouvrages scientifiques auxquels ferait écho, au vers final, le rayon ultraviolet découvert 70 ans plus tôt ;
- traités ésotériques ou occultistes plus ou moins alambiqués[4],[5] ;
- fascination pour la synesthésie du célèbre poème de Baudelaire Correspondances [6] :

La Nature est un temple où de vivants piliers

Laissent parfois sortir de confuses paroles ;

L'homme y passe à travers des forêts de symboles

Qui l'observent avec des regards familiers.

Comme de longs échos qui de loin se confondent

Dans une ténébreuse et profonde unité,

Vaste comme la nuit et comme la clarté,

Les parfums, les couleurs et les sons se répondent.
Certains poètes visionnaires du XIXe siècle - Ernest Cabaner en tête mais aussi les Symbolistes - pourraient préfigurer, par leur style d'écriture évoquant un algorithme, ce qui s'épanouira cent ans plus tard dans le multimédia. La cyberculture, aux données constamment mises à jour, s'inscrirait ainsi dans une relation temporelle avec le sonnet Voyelles,.

### Robert Faurisson
Selon Robert Faurisson, professeur d'enseignement secondaire à Vichy au début des années 1960, il s'agit d'un poème érotique évoquant le corps féminin. Cette interprétation suscite un débat qui mobilise certains médias nationaux, dont Le Monde, et plusieurs universitaires tel René Étiemble,.
C'est lors de cette polémique que Faurisson se fait connaître du grand public.

### Claude Lévi-Strauss
L'anthropologue Claude Lévi-Strauss explique le sonnet non par la relation entre voyelles et couleurs énoncée dans le premier vers, mais par une analogie d'opposition entre voyelles d’une part et couleurs d'autre part.
Au phonème « /a/ » qui évoque généralement le rouge, Rimbaud associe le noir, comme par provocation. En fait, le « A » (phonème le plus saturé) s'oppose au « E muet » comme le noir s’oppose au blanc.
Le rouge du « I » — couleur supérieurement chromatique — s’oppose ensuite au noir et au blanc achromatiques qui le précèdent. Le « U » vert suit le « I » rouge et « l’opposition chromatique rouge/vert est alors maximale comme l'opposition achromatique noir/blanc à laquelle elle succède ». Cependant, du point de vue phonétique, l’opposition la plus forte au « I » est le « OU » et non le « U » : Rimbaud aurait choisi le « U » faute de disposer, en français, d'une voyelle traduisant le son « OU ».
Restent alors une voyelle, le « O », et deux couleurs, le bleu et le jaune. Sous le bleu du « O » transparaît, dans le second tercet, le jaune des clairons, comme le rouge d’éclatantes était sous-jacent au « A » noir du premier quatrain : le « O » contient l'opposition bleu/jaune, analogue au rouge/vert. Au dernier vers le bleu, couleur la plus saturée après le rouge, s'assombrit en se mêlant à ce dernier et renvoie ainsi au « A » noir du début.

### Jean-Jacques Lefrère
L'écrivain Jean-Jacques Lefrère observe que l’adjectif définissant une couleur ne contient jamais la voyelle à elle associée.
En outre, l’ordre alphabétique de présentation des voyelles (A, E, I, U, O), qui inverse les deux dernières pour finir par O - l'oméga grec - traduit l'idée d'un achèvement par la progression de l'alpha à l'oméga.

### Occurrence des voyelles
Comme précisé supra, Rimbaud énonce les voyelles dans leur ordre alphabétique. Mais s'il commence logiquement au A, il intervertit les deux dernières pour finir par le O. Il s'inspire manifestement de l'« alpha et l'oméga », première et dernière lettres grecques par lesquelles la Bible - et plus précisément l'Apocalypse, dont les sept trompettes résonnent dans le « suprême Clairon » - résume Dieu dans son accomplissement temporel. En nommant indirectement l'auteur de « vibrements divins », maître « des Mondes et des Anges » dont l'Œil (ici dupliqué sous l'effet du « dérèglement des sens ») voit absolument tout, il suggère une perfection qui confère à son poème une portée quasi-universelle.
On remarque aussi qu'il omet le Y pourtant présent dès le titre, que la phonétique considère, selon le cas, comme voyelle ou semi-voyelle. Cette mise à l'écart (comme peut-être aussi celle du violet) pourrait s'expliquer par le parti-pris - répondant à une nécessité métrique - de n'utiliser, pour les lettres comme pour leurs couleurs, que des termes monosyllabiques.
Sans préjuger ni exclure une correspondance numérologique, le tableau suivant recense l'occurrence des voyelles A, E, I, O, U et Y :
|       | Titre | Vers 1 | Vers 2 | Vers 3 | Vers 4 | Vers 5 | Vers 6 | Vers 7 | Vers 8 | Vers 9 | Vers 10 | Vers 11 | Vers 12 | Vers 13 | Vers14 | Total |
| A     | 0     | 2      | 4      | 3      | 2      | 2      | 3      | 2      | 2      | 0      | 5       | 3       | 2       | 2       | 2      | 34    |
| E     | 2     | 6      | 5      | 6      | 5      | 10     | 6      | 8      | 8      | 6      | 5       | 4       | 7       | 9       | 5      | 92    |
| I     | 0     | 2      | 3      | 1      | 2      | 0      | 4      | 2      | 2      | 5      | 5       | 5       | 3       | 1       | 1      | 36    |
| O     | 1     | 4      | 2      | 3      | 2      | 2      | 3      | 1      | 2      | 0      | 0       | 1       | 2       | 1       | 4      | 28    |
| U     | 0     | 3      | 3      | 2      | 6      | 2      | 0      | 1      | 1      | 1      | 1       | 4       | 2       | 0       | 1      | 27    |
| Y     | 1     | 1      | 0      | 0      | 0      | 0      | 0      | 0      | 0      | 1      | 0       | 0       | 0       | 0       | 1      | 4     |
| Total | 4     | 18     | 16     | 15     | 17     | 16     | 16     | 14     | 15     | 13     | 16      | 14      | 16      | 13      | 14     | 217   |

### Ordre des couleurs

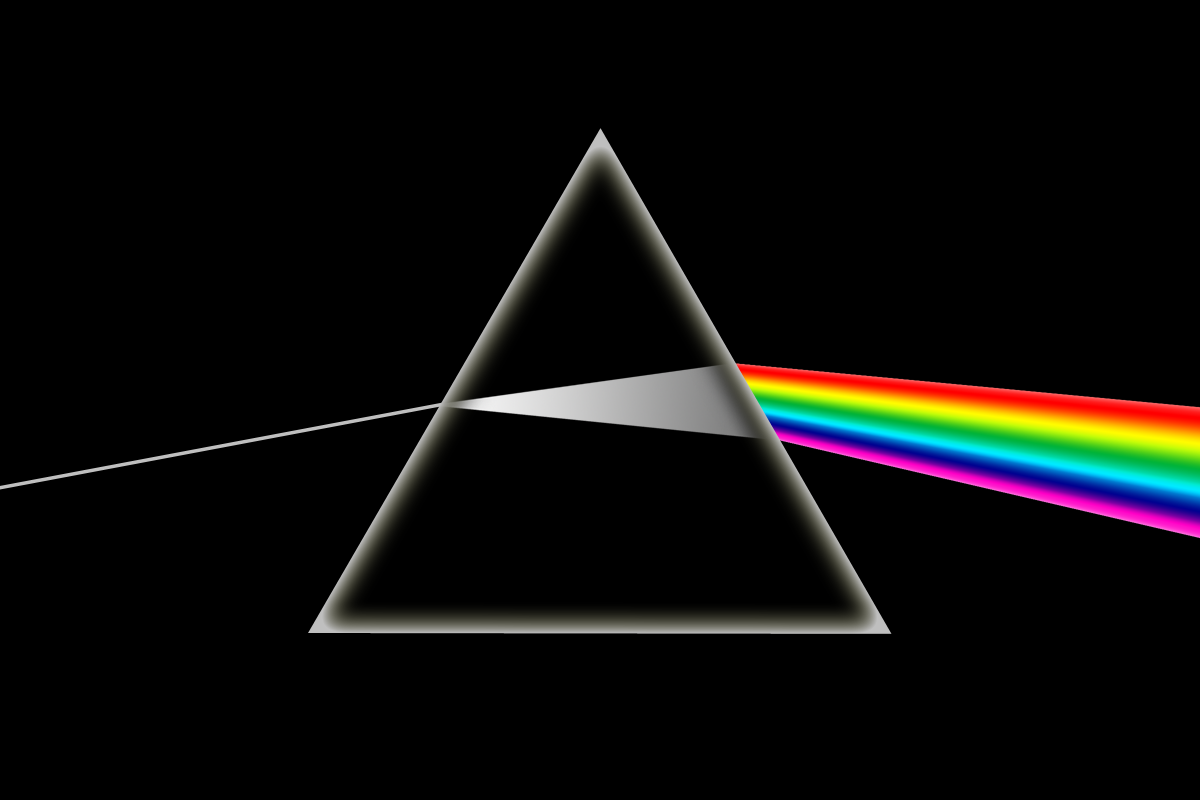
La vision humaine ne perçoit qu'une partie des ondes lumineuses : le spectre.

Les couleurs apparaissent dans l'ordre suivant : noir, blanc, rouge, vert, bleu et violet, si l'on prend en compte l'oméga.
Elles forment deux groupes distincts mais complémentaires :
- le noir (absence de couleur) et le blanc (obtenu par mélange de toutes les couleurs), qui traduisent un passage du vide au plein ;
- le rouge, le vert, le bleu et le violet, quatre des sept couleurs fondamentales du rayon lumineux (il manque l'orangé, le jaune et l'indigo) dont elles suivent fidèlement l'ordre, qui reflètent la vision chromatique dans sa globalité.

Rimbaud ne cite pas les couleurs au hasard. En optique, la lumière se compose d'ondes électromagnétiques. L'œil humain n'en perçoit qu'une partie, appelée  spectre, formée de rayonnements monochromatiques allant du rouge au violet.
Ainsi, comme les sons qui ponctuent le sonnet (bourdonnement des mouches ; rire des lèvres ; stridence du Clairon) et se dissolvent dans le silence, les couleurs participent à la « profonde unité » qu'ont révélées les « correspondances » baudelairiennes.

## Commentaire de François Coppée
Le poète François Coppée, que Rimbaud et Verlaine aimaient railler en le pastichant, commenta ainsi le sonnet rimbaldien :
Rimbaud, fumiste réussi,

Dans un sonnet que je déplore,

Veut que les lettres O, E, I

Forment le drapeau tricolore.

En vain le décadent pérore,

Il faut sans « mais », ni « car », ni « si »

Un style clair comme l'aurore :

Les vieux Parnassiens sont ainsi.

## Postérité
- Le sonnet est un élément de l'intrigue du roman Oriane ou la cinquième couleur, de Paul-Loup Sulitzer.
- Dans le roman Cosme publié en 2018[17], Guillaume Meurice narre la vie de son régisseur Cosme Olvera. Fasciné par le sonnet Voyelles, cet autodidacte pense en avoir percé le secret (le nombre 666 repéré de plusieurs manières différentes, l'ordre des voyelles de "alpha" à "oméga", les couleurs rappelant celle des montures des quatre Cavaliers de l'Apocalypse, le O bleu symbolisant "Dieu" (remplacé par "bleu" dans les jurons de l'époque) seraient autant d'indices convergeant vers l'Apocalypse de Saint-Jean, apocalypse signifiant "révélation")[18],[19].